# Orthotrichum truncatum
Orthotrichum truncatum là một loài rêu trong họ Orthotrichaceae. Loài này được Lewinsky & Deguchi mô tả khoa học đầu tiên năm 1986.